# 哈丁县 (肯塔基州)
哈丁县（英語：Hardin County）是美国肯塔基州的一个县，县治伊丽莎白鎮。县名来自于美国独立战争中的军官約翰·哈丁。根據据2020年人口普查，哈丁县有人口11萬702人；其中白人約占81.99%、黑人占11.87%、亞裔占1.8%、大洋洲裔占0.22%。
亚伯拉罕·林肯就出生在哈丁县的霍金维尔（今属于拉魯縣）。